# Rosenbauer Simba
Der Rosenbauer Simba ist ein Großflughafenlöschfahrzeug des österreichischen Herstellers Rosenbauer International AG. Der Simba wurde speziell für die Anforderungen des Flughafens Frankfurt entwickelt und wird von der Flughafenfeuerwehr Frankfurt am Main, der Flughafenfeuerwehr München und von anderen Flughafenfeuerwehren eingesetzt.

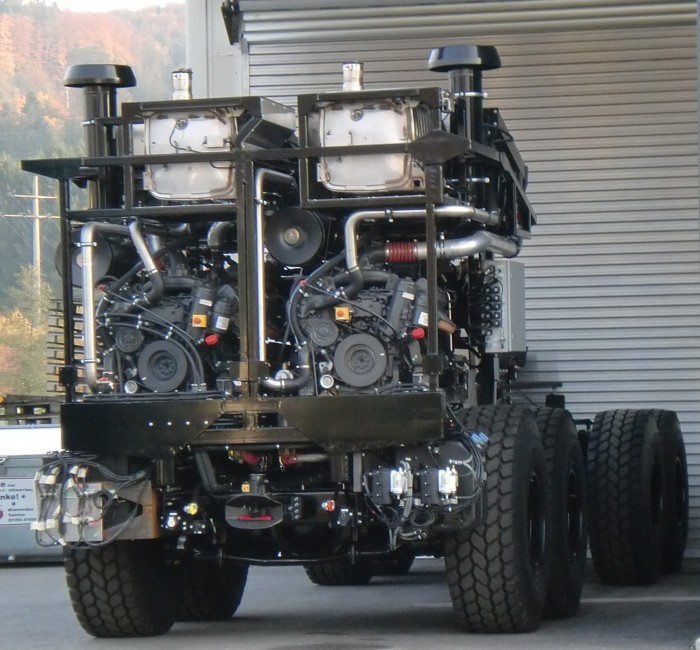
Fahrgestell des Herstellers Titan Spezialfahrzeuge für einen Simba 8×8 (HRET?) mit zwei V8-Motoren im Heck

## Simba 8×8

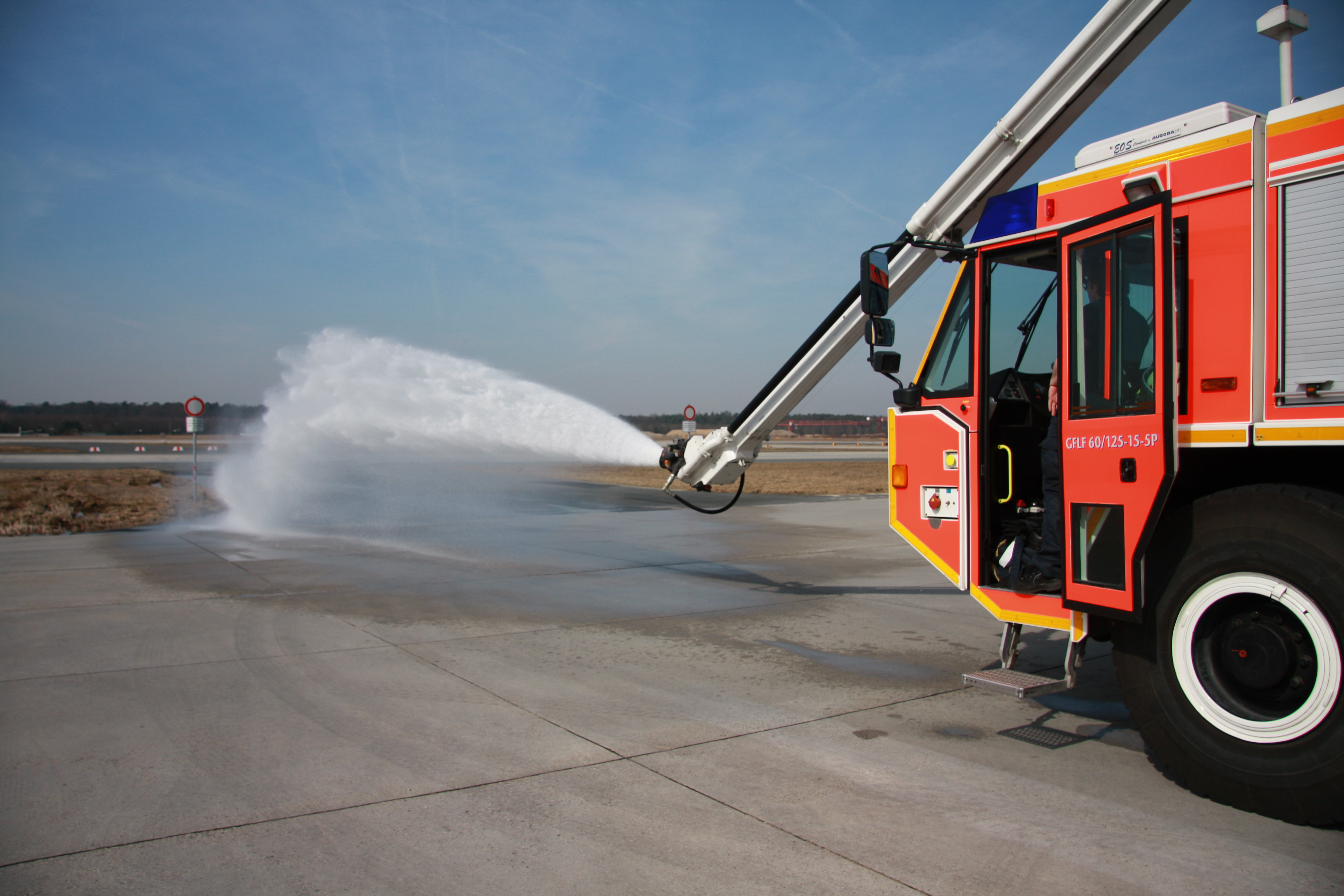
Rosenbauer Simba 8×8 HRET der Flughafenfeuerwehr Frankfurt am Main in Aktion

Der Simba 8×8 wiegt bis zu 45 Tonnen und basiert auf einem Vierachs-Fahrgestell des Herstellers Titan Spezialfahrzeuge mit vier Achsen von Kessler + Co. Angetrieben wird er von zwei Liebherr-Motoren mit 4800-SP-Retarder-Drehmomentwandlergetrieben von Allison Transmission.
Bei einem Hubraum von ca. 31.400 cm³ erreicht der Simba eine Leistung von bis zu 919 kW (1.250 PS). Das Fahrzeug kann innerhalb von 25 Sekunden von 0 auf 80 km/h beschleunigen und eine Höchstgeschwindigkeit von 125 km/h erreichen. Der Löschwassertank des Fahrzeuges fasst 11.600 Liter, hinzu kommen zwei je 600 Liter fassende Schaummitteltanks. Zudem führt das Fahrzeug zwei Tonnen Löschpulver mit sich. Um diese Löschmittel abzugeben, hat der Simba je einen Schaum-Wasser-Werfer an Fahrzeugfront und auf dem Fahrzeugdach sowie eine Schnellangriffseinrichtung und einen Pulverwerfer an der Fahrzeugfront.
Auch der Simba 8×8 HRET basiert auf einem luftgefederten Vierachsfahrgestell mit Allradantrieb von Titan. Sein Wassertank fasst 12.500 Liter. Darüber hinaus hat er zwei Schaummitteltanks zu je 750 Liter und einen Löschpulvervorrat von 500 kg. Dieses Fahrzeug ist mit einem Löscharm ausgestattet, über den Wasser, Löschschaum und Löschpulver aus bis zu 15 m Höhe abgegeben werden können. An der Fahrzeugfront befindet sich ein weiterer Wasserwerfer und in einem der Geräteräume eine Schnellangriffseinrichtung. Innerhalb von 21 Sekunden kann dieses Fahrzeug von 0 auf 80 km/h beschleunigen und erreicht eine Höchstgeschwindigkeit von 140 km/h.

## Simba 6×6

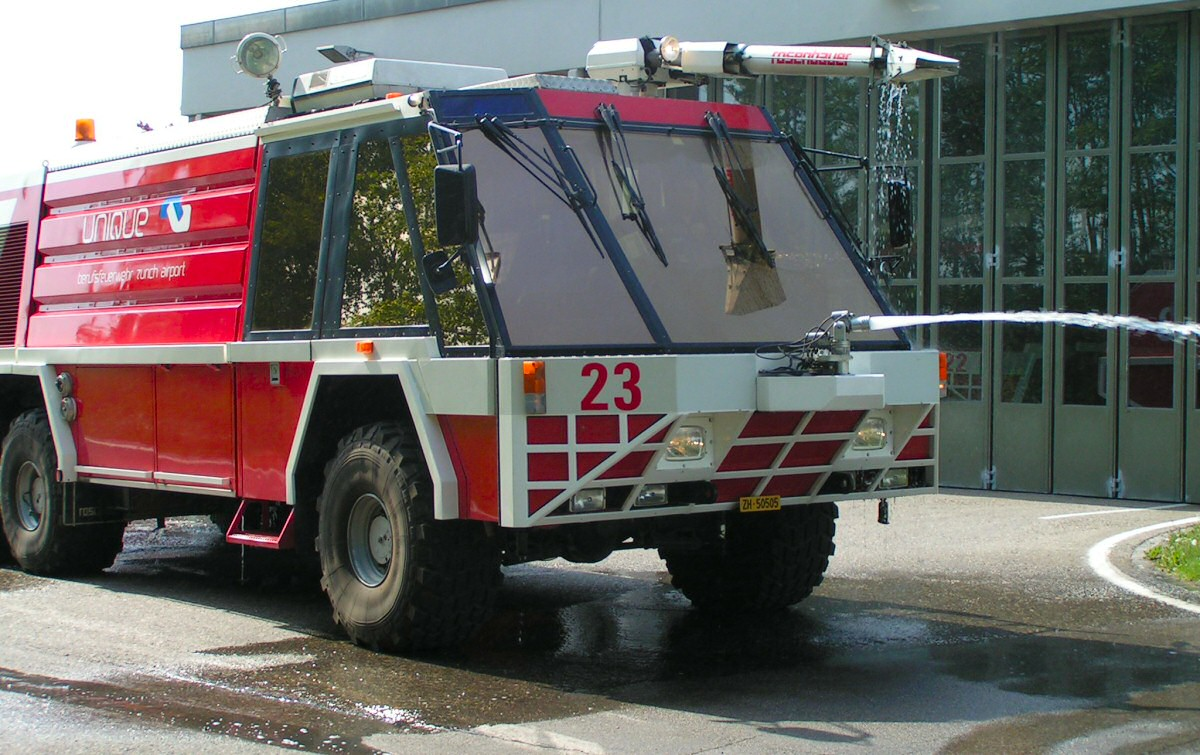
GFLF SIMBA 6×6

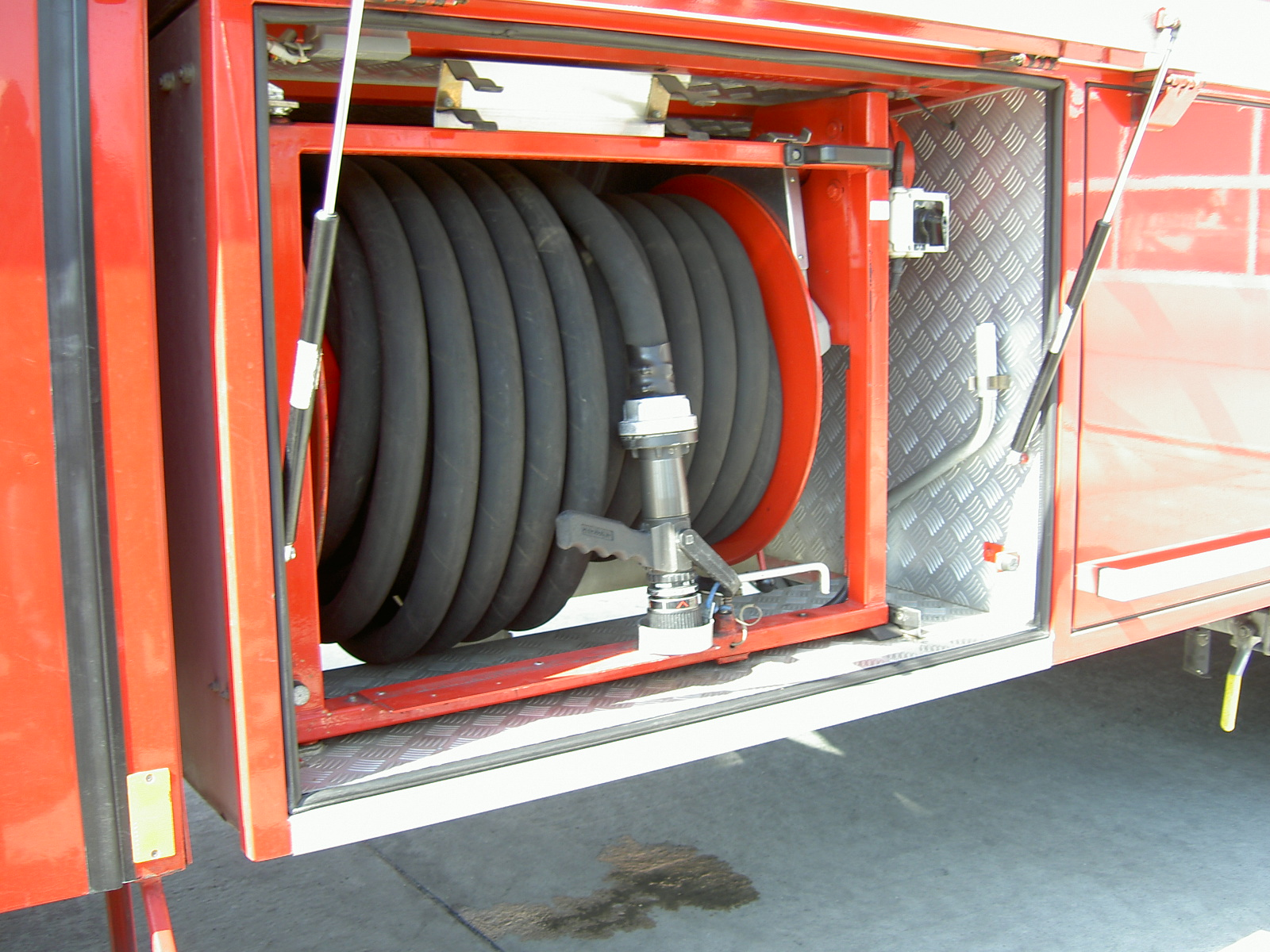
Schnellangriffseinrichtung eines Simba 6×6

Der Simba 6×6 ist die kleine Variante dieses Fahrzeugtyps und wurde auf einem dreiachsigen Fahrgestell des ehemaligen Herstellers Eisenwerke Kaiserslautern (EWK) gebaut. Er beschleunigt in 23 Sekunden von 0 auf 80 km/h und erreicht maximal 125 km/h. Sein Löschwassertank fasst 8.500 l, seine zwei Schaummitteltanks fassen je 500 Liter und sein Löschpulvervorrat beträgt 500 kg.